# Lucía Jiménez Vicente
Lucía Jiménez Vicente née le 8 janvier 1997, est une joueuse de hockey sur gazon espagnole. Elle évolue au poste de milieu de terrain au SPV Complutense et avec l'équipe nationale espagnole.
Elle a participé aux Jeux olympiques d'été de 2016 et 2020.

## Carrière

### Coupe du monde
- : 2018

### Championnat d'Europe
- : 2019

### Jeux olympiques
- Top 8 : 2016[1], 2020